# Excavation

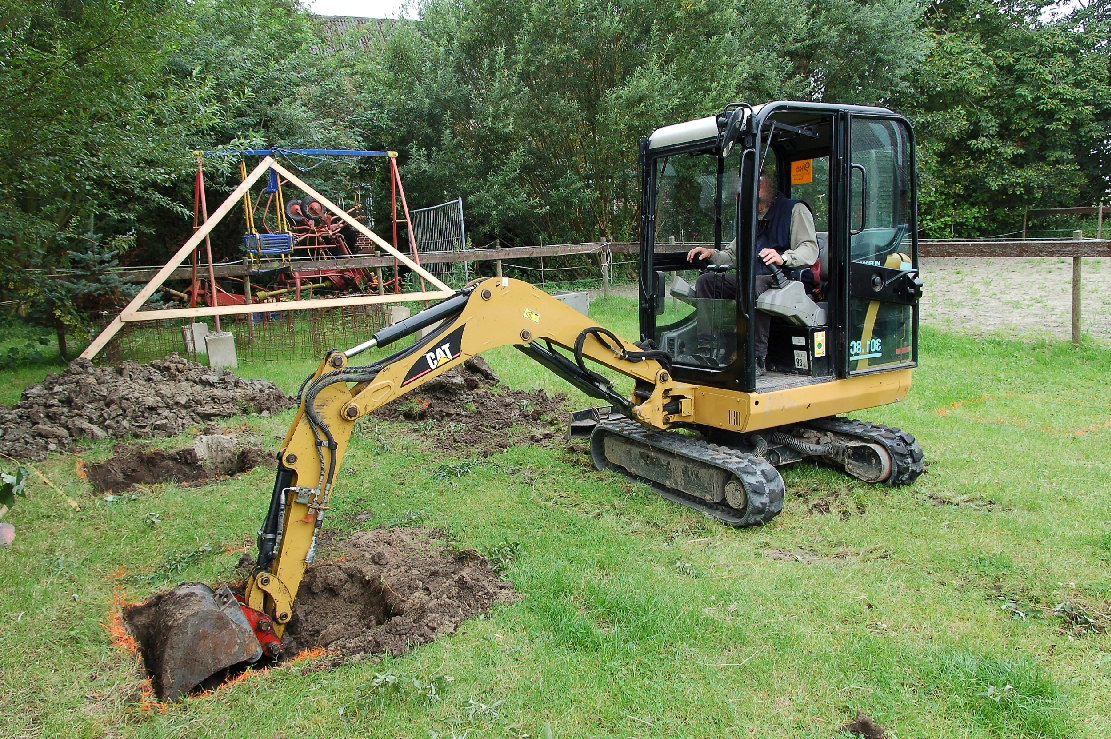
Excavation avec une mini-pelle

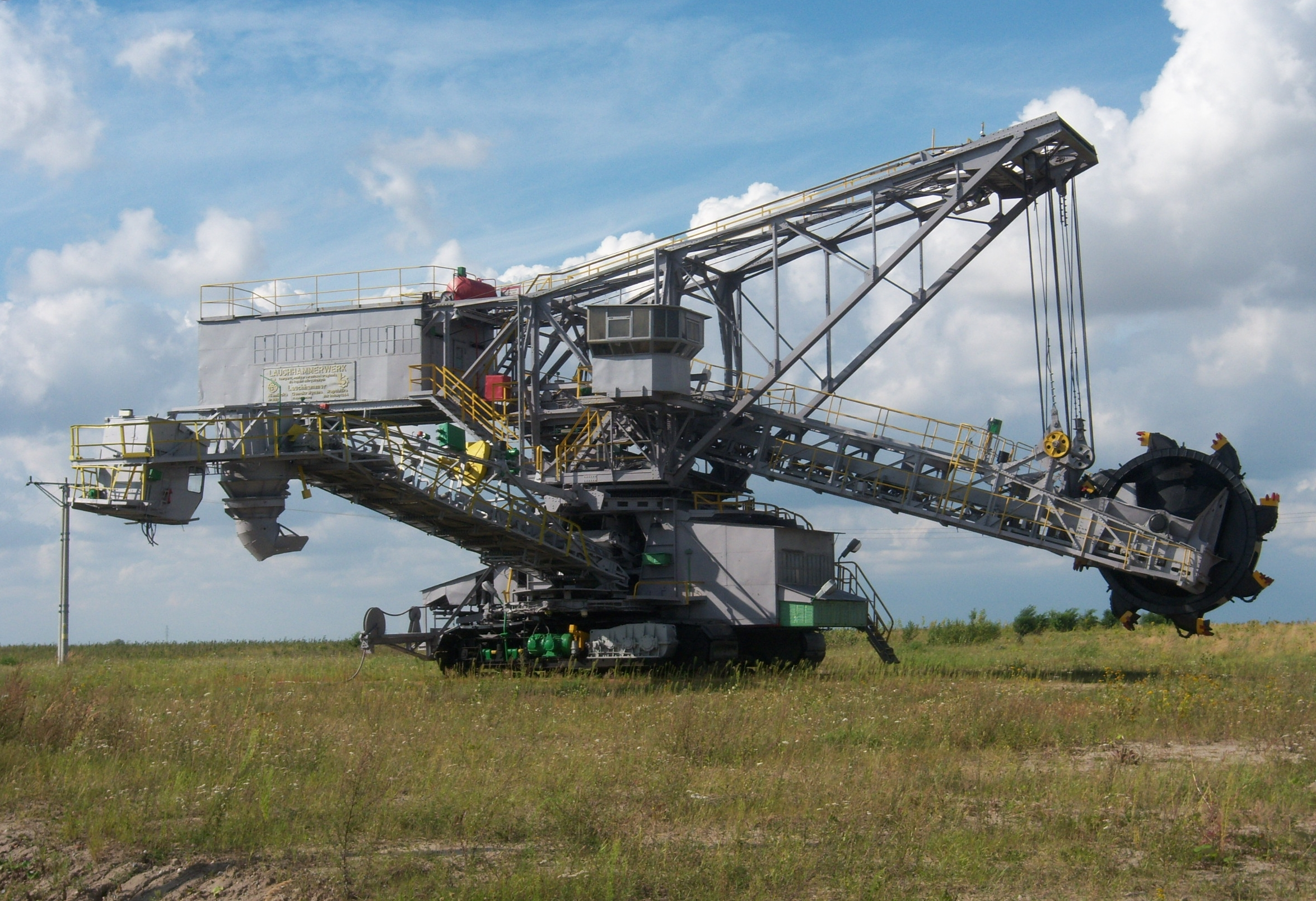
Excavatrice à godet SRs 400. KWB Konin. Kleczew. Pologne

L'excavation est une expression du langage courant qui désigne l'action de creuser un terrain, un sol, et son résultat. Une excavation peut être exécutée de main d'homme (anthropique, typiquement pour réaliser les fondations d'un bâtiment), ou être le résultat de phénomènes naturels (typiquement une rivière peut réaliser une excavation, ou un glacier). Pour la machine qui permet de réaliser des excavations, les termes excavateur et excavatrice, sont des emprunts à l'anglo-américain excavator.
Dans le vocabulaire technique de certains métiers, excavation prend un sens particulier. Une exploitation minière faite dans une excavation ouverte en surface (carrière, mine à ciel ouvert) se nomme « excavation à ciel ouvert». A contrario on parle d'« excavation souterraine ».
Dans le jargon de la construction des bâtiments, les excavations réalisées pour des fondations s’appellent aussi « fouille », et pour les opérations de terrassement, « déblai ». Dans le domaine de l'archéologie l'exhumation des vestiges archéologiques se nomme également « fouille ». On parle de « fond d'excavation » ou de fond de fouille, pour désigner le niveau le plus bas d'une excavation ou d'une fouille en construction.
Les métiers associés à ces disciplines sont les maçons, terrassiers, tailleurs de parois d'excavations, mineur, etc.

## Vocabulaire
L'excavation désigne l'action de creuser un terrain, notoirement pour établir les fondations d'un bâtiment. Une excavation se dit ensuite du creux fait dans un terrain, « soit de main d'homme ou par quelque instrument, soit par un accident naturel ». Le mot excavation dérive du latin excavare, creuser. Excavateur, excavatrice, seraient emprunté milieu XIXe siècle à l'anglo-américain, excavator (1843), de même racine.

### Excavation minière
Certains domaines de la géotechnique, du génie minier, ou du génie civil distinguent excavation mécanique (qui comprend pelle, chargeur, brises-roches, etc.), excavation à l'explosif, excavation par aspiration, excavation au jet, excavation pneumatique, on parle aussi d'excavation descendante, d'excavation de galeries (on parle aussi de creusement de tunnels, ou de percement de tunnels), d'excavation de stross, de classe d'excavation.
L'expression « excavation minière » qui précise la destination de l'excavation, se substitue éventuellement à « opérations minières », qui par ailleurs inclut entre autres activités « l'excavation de terre et de roche ».
On, distingue donc principalement les excavation à ciel ouvert et excavation souterraine. Dès que les travaux atteignent une certaine profondeur, on recourt à l'exploitation souterraine.
Les excavations à ciel ouvert comprennent les carrières, et les mines à ciel ouvert. Le plan d'une mine à ciel ouvert dépend des caractéristiques géologiques et minéralogiques du terrain, on distingue exploitation par découverte et exploitation par fosse,. L'exploitation à ciel ouvert autorise l'emploi d'engins lourds, aux gabarits « hors normes », pelles hydrauliques, dumper, chargeuses de fort gabarit.
Les excavations à ciel ouvert prennent le nom de fouilles, tranchées, entailles et foncements. Les excavations souterraines se nomment galeries, puits, vallées, descenderies, chambres, et tailles d'exploitation:
- On appelle galerie toute excavation rectangulaire plus haute que large qui s"étend principalement en longueur dans une direction horizontale ou proche de l'horizontale. On distingue les galeries de recherche, de traverse, d'allongement, d'aérage, d'écoulement, de passage, de roulage, suivant l'usage auquel elles sont destinées; Il y a des galeries horizontales et des galeries inclinées.
- On nomme puits, toute excavation creusée verticalement ou à peu près verticalement, dont la profondeur peut être plus ou moins grande, et dont la section peut être circulaire, polygonale ou ovale. Ces puits prennent aussi différents noms, suivant leurs usages : puits principal, puits d'extraction, puits d'aérage, puits de descente, puits de secours, puits de décharge. Si le puits s'éloigne un peu de la verticale, on l'appelle puits oblique. Tous ces puits ont presque toujours leur embouchure à la surface du sol. Cependant, il arrive que l'on en creuse sur le sol même des galeries. Lorsque l'inclinaison du puits avec la verticale approche ou excède 45°, les puits et les galeries changent de nom, on les appelle vallées, ou descenderies. Les tailles et les chambres d'exploitation sont des excavations souvent disposées par gradins, et que l'on forme dans le minerai même en l'arrachant de son gîte.

Exploitation à ciel ouvert par découverte
Mine à ciel ouvert. Garzweiler

Exploitation à ciel ouvert par fosse
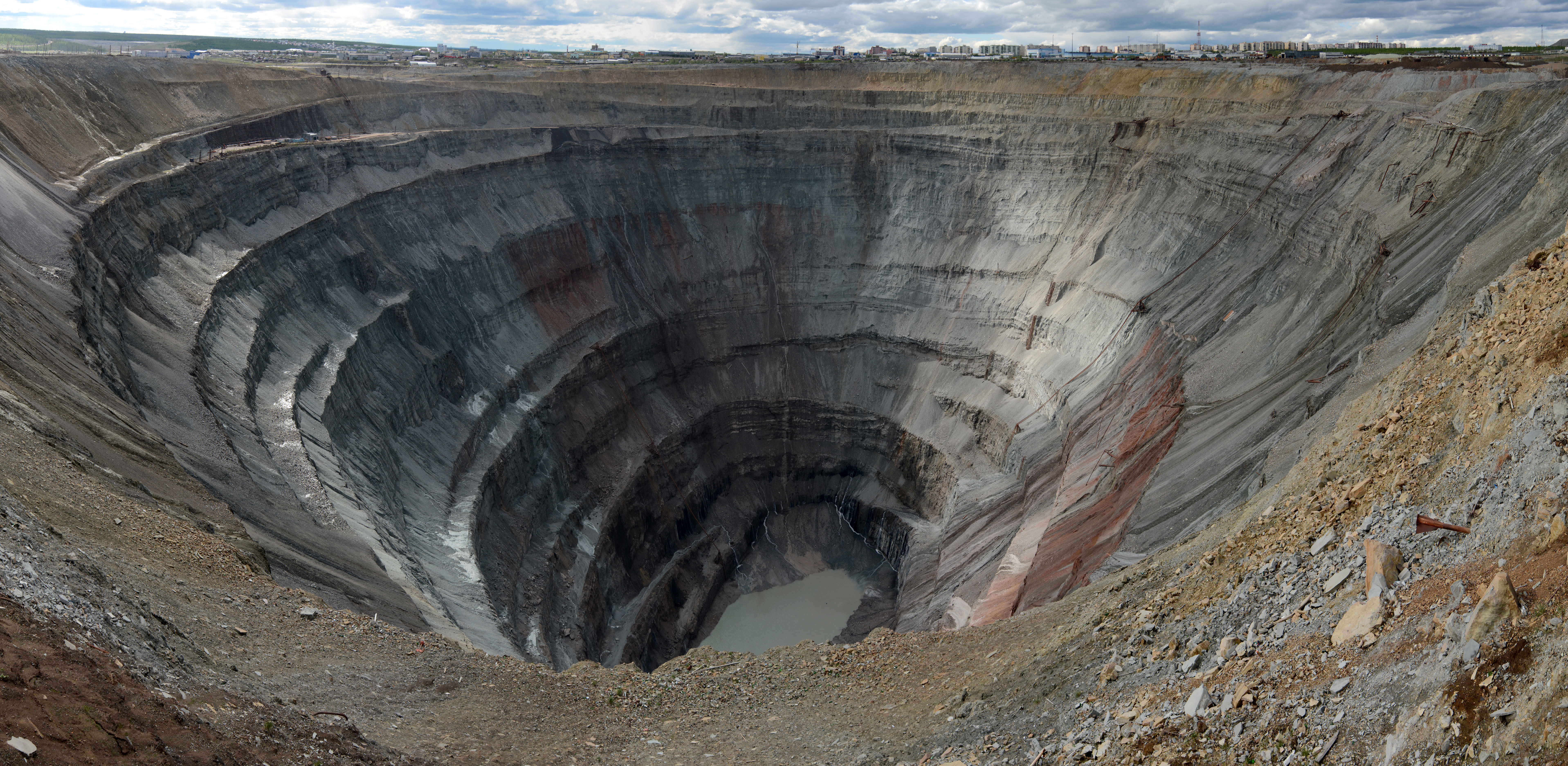
Mine Mir, mine de kimberlite et de diamant à ciel ouvert située à Mirny, en Yakoutie (Extrême-Orient russe).
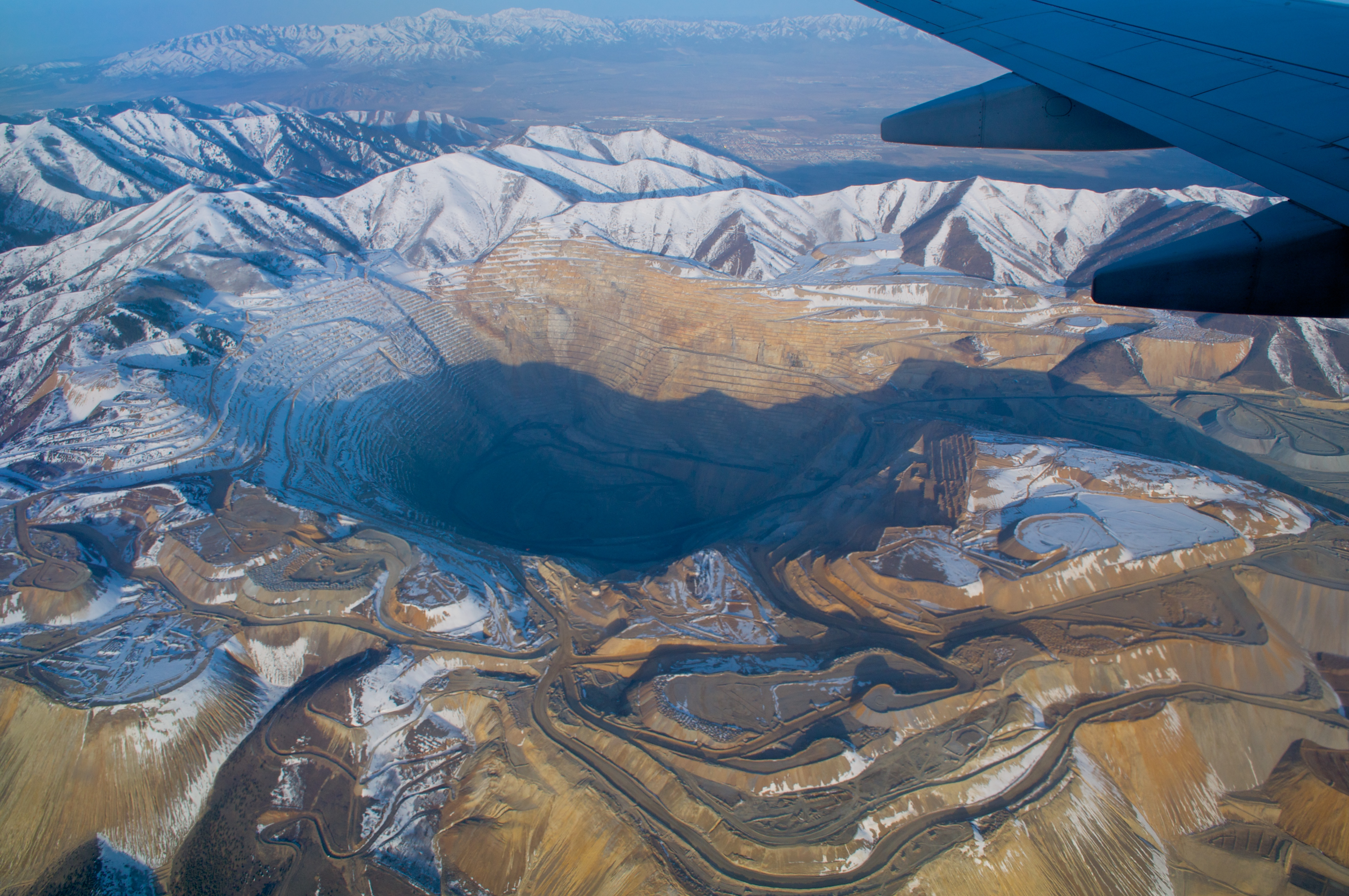
Mine de Bingham Canyon. Salt Lake City. L'une des plus grandes au monde.

Lorsqu'il s'agit d'un tunnel, on parle de « percement », réalisé par un tunnelier. Pour un puits on parle de « creusement » ou de « forage ».

### Dans le bâtiment, les fouilles
Le terme « fouille » est préféré dans le bâtiment, faisant partie des travaux de fondation ou de terrassement, et il est vu comme un synonyme. Pour Ernest Bosc, le terme s'applique la fois au travail d'extraction des terres et au résultat de ce travail, « c'est-à-dire à l'excavation faite dans un terrain pour des matériaux ou pour jeter les fondations d'une construction quelconque ». Les fouilles se font par déblaiement ou par excavation; on donne le nom de sonde, de tranchée, de rigole, suivant les conditions dans lesquelles elles sont faites. Suivant la nature du terrain et les dimensions à donner aux fouilles, on les exécute de diverses manières; 

« aussi distingue-t-on les fouilles en excavation ou fouilles couvertes, c'est-à-dire dire souterraines, qui exigent des travaux soutènement des terres au fur et à mesure leur avancement; les fouilles en rigole, c'est-à-dire qui ne mesurent que 0,90 à 1 m de large, vrais fossés dont l'étroitesse leur a valu leur nom (en rigole), mais qu'il faut étrésillonner quand elles sont profondes; les fouilles par abattage qui consistent en tranchées pratiquées au-dessous d'une masse de terre qu'on abat ensuite par blocs à l'aide de verticales ou cheminées. Ces dernières ne peuvent être faites que dans des terrains assez compacts car dans les terres trop meubles ou légères elles seraient d'une exécution impossible. Du reste elles présentent toujours de grands dangers aggravés encore par l'imprudence des ouvriers aussi quoique ce mode soit très expéditif ne doit on l'employer qu avec beaucoup de circonspection. On nomme fouille en pleine masse une excavation assez considérable dans laquelle on ne laisse subsister aucun terre plein; généralement les fouilles pour les constructions privées sont ainsi faites. Les fouilles dans l'eau ou sous l'eau sont celles qui s'exécutent dans des terrains vaseux ou aquifères, ou qu'on pratique dans l'eau. La fouille en sous-œuvre est celle qu'on fait pour la reprise de murs en fondation, par exemple les murs qu'on veut descendre à une plus grande profondeur. Enfin on appelle fouilles de roche, de maçonnerie, de tuf , etc. des fouilles pratiquées dans des roches ou de vieilles maçonneries on les exécute à la masse et au poinçon et souvent même on est obligé de faire sauter des quartiers de roche ou de maçonnerie avec de la poudre de mine. »

### En archéologie les fouilles

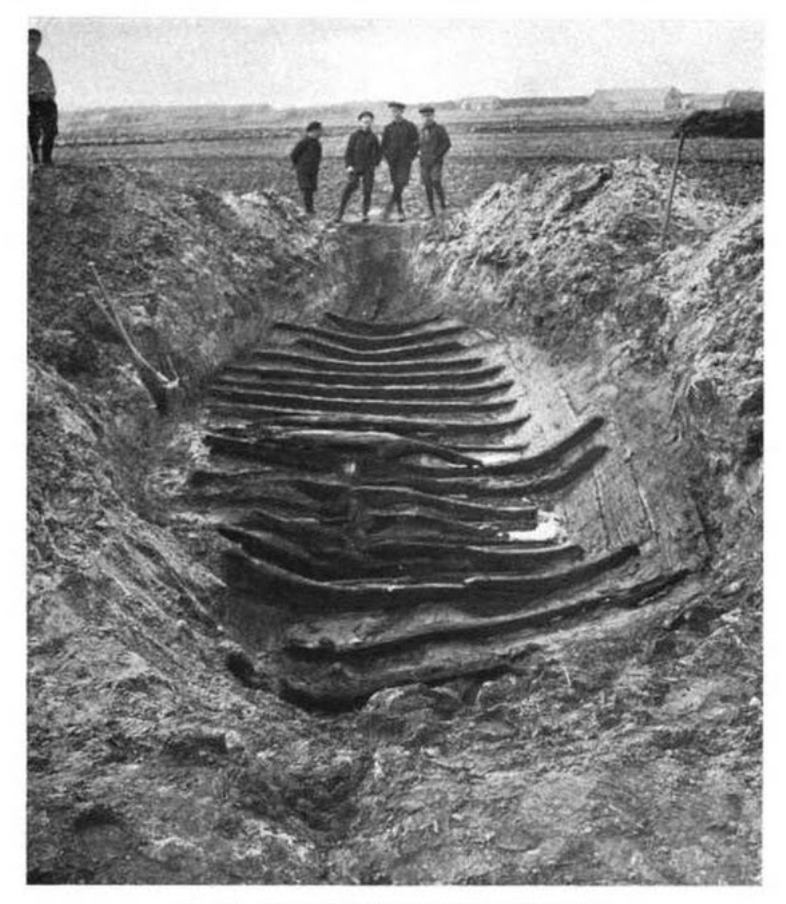
Galtabäcksbåten ou Galtabäcksskeppet; deux épaves de navires datant du XIIe siècle découvertes à Galtabäck, au sud de Varberg, Suède en 1928

On parle aussi de fouille dans le domaine de l'archéologie ou de la paléontologie. Le temps a tendance à tout enfouir par sédimentation. Des réalisations anthropiques ou autres peuvent aussi se trouver enterrées par différentes calamités. Quelle que soit la façon de procéder les terres doivent toujours être attaquées avec précaution surtout quand il s'agit d'édifices dont les murs n'ont pas beaucoup d'épaisseur et qui sont souvent dans un mauvais état de conservation,.

### Dans le domaine maritime ou aquatique
Le dragage consiste en l'excavation de sols ou d'alluvions sous l'eau (lacs, fleuves, rivières, watringues, canaux, estuaires, chenaux marins, etc.). Il peut être réalisé à partir de la berge, avec des engins de travaux classiques ou depuis un navire ou une barge spécialisée appelés drague. Sur certains sites archéologiques enfuis et immergés ou sur certains chantiers de sites pétrolier offshore on parle d'« excavations sous-marine ».

### Autres domaines où il est question d'excavation
Un fossé est une fosse  creusée en long. L'établissement des tombes et fosses communes est réalisé par le fossoyeur. Une tombe peut être pour les archéologue qualifiée d'« excavation sépulcrale » (sépulcre ).

## Outils

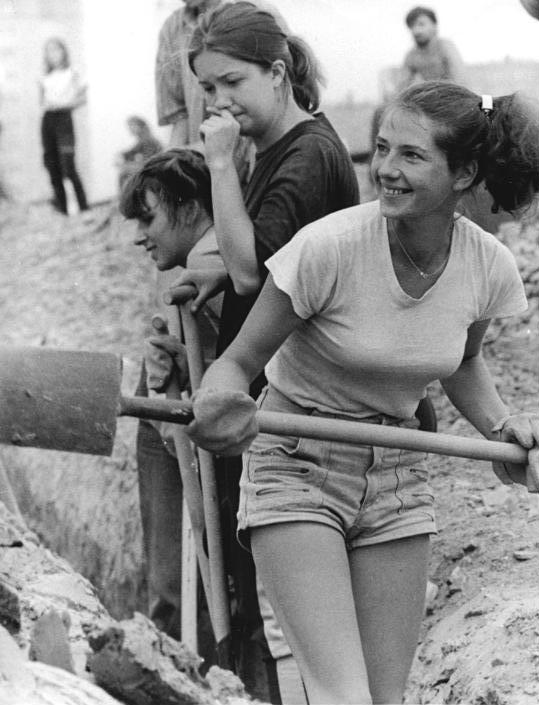
Studentenbrigade occupée à des travaux d'excavation à Ahrensfelde en RDA. Les tranchées sont creusés pour permettre la pose de câbles afin d'électrifier le chemin de fer, Berlin. Bundesarchiv Bild

Une excavation peut se faire de manière traditionnelle à la pioche, au pic et à la pelle, etc., ou avec des machines appelées excavateur ou excavatrices , particulièrement: pelle mécanique hydraulique, excavatrice-aspiratrice, excavatrice à roue à godets, excavatrice à chaîne à godets, trancheuse (du domaine de l'abattage), etc. Quelquefois la nature rocheuse/dure, sableuse/meuble, argileuse/compacte du sol, les conditions d'accès au chantier, la taille du chantier imposent d'utiliser tel ou tel outil spécialisé. Le coût salarial du travail plus que la pénibilité du travail impose surtout dans les pays industrialisés l'usage de machines.
L'excavation est suivie éventuellement de l'enlèvement des terres, opération qui consiste à sortir les terres et les gravats d'une fouille ou d'une excavation pour les porter à une décharge publique. Le procédé le plus simple est celui qui permet aux véhicules affectés au transport de venir buter contre la masse des terres attaquées. Quand l'excavation est assez étendue on a soin de conserver des rampes par lesquelles les tombereaux peuvent accéder jusqu'au fond des fouilles. Lorsque le transport des terres se fait par relais et à l'aide de brouettes on pose des plats bords sur les rampes. Quand on ne pouvait réserver des rampes on enlevait les terres au moyen de banquettes. Quand les fouilles sont très étroites et atteignent une assez grande profondeur on enlève les terres à l'aide d'un treuil qui monte et descend des seaux ou des bourriquets, procédé long et par suite onéreux (L'enlèvement aux décharges publiques se faisait généralement au tombereau à un ou deux colliers),.

Excavatrices hors normes
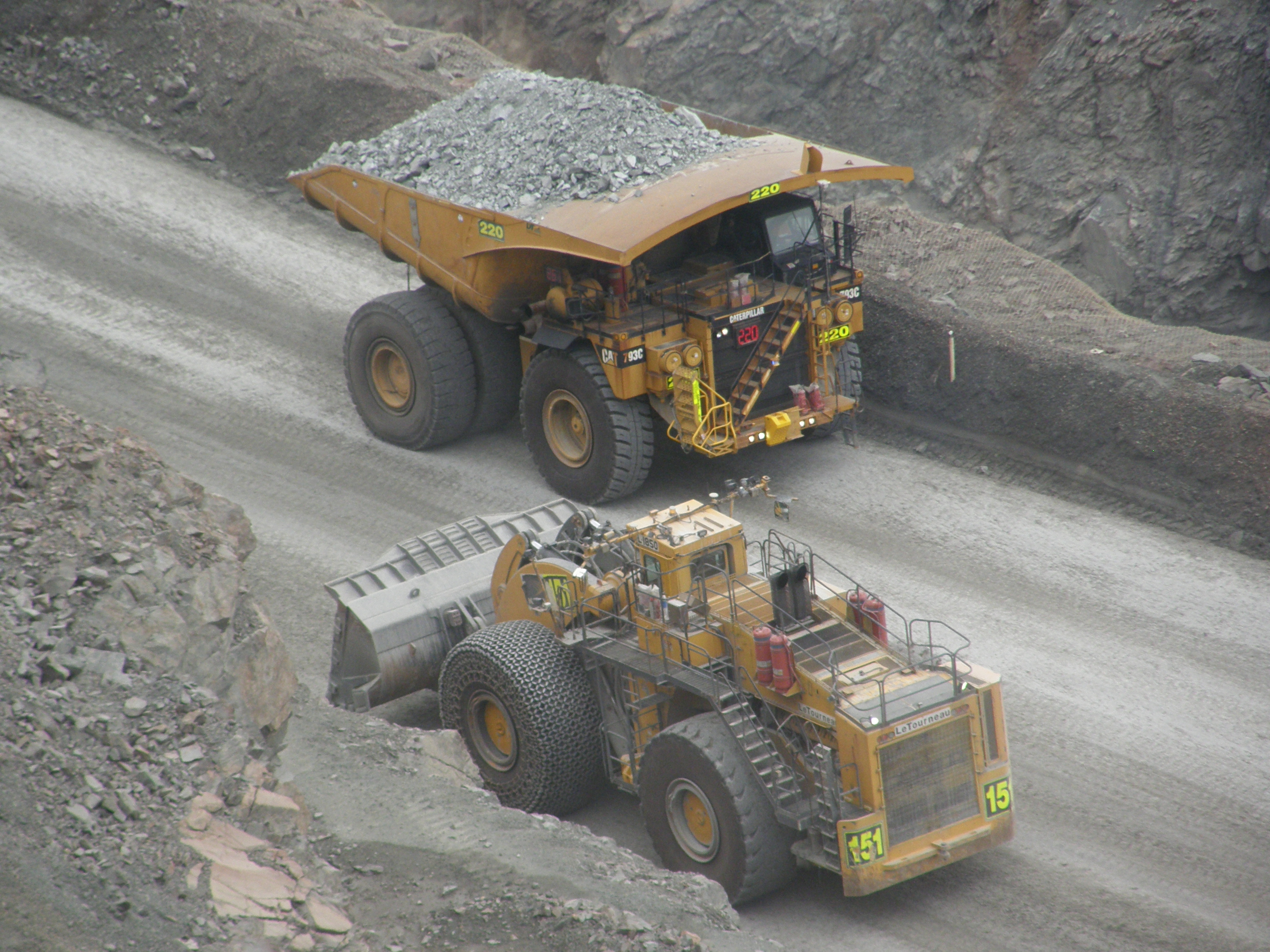
Tombereau Cat793C LeTourneau (en) croise une chargeuse sur pneus L-1850 Super Pit

Certains domaines de la géotechnique, du génie minier, ou du génie civil distinguent excavation mécanique (qui comprend pelle, chargeur, brises-roches, etc.), excavation à l'explosif (incluant découpage fin ou prédécoupage, le découpage d'une tranchée de travaux publics en plusieurs paliers d'abattage permettant de limiter l'emploi des explosifs)., excavation par aspiration, excavation au jet, excavation pneumatique, etc.
La forme masculine « excavateur » est employée « pour désigner les gros engins de terrassement à fonctionnement continu utilisés pour les travaux à très grand rendement, par exemple dans les carrières et dans les exploitations minières. Ils sont généralement automoteurs et se déplacent au moyen de chenilles ». La forme féminine « excavatrice » est un générique parfois employé pour désigner les pelles hydrauliques et certains excavateurs légers comme la trancheuse.
La partie préhensile de l'excavatrice ou d'une chargeuse est le godet (godet chargeur, godet à dent de pelle mécanique, godet version butte, etc.). On peut par ailleurs distinguer  excavatrice à roue à godets, excavatrice à chaîne à godets, dans lesquels les principes d'entrainement diffèrent.

Excavatrices hors normes
Chargeur sur pneu
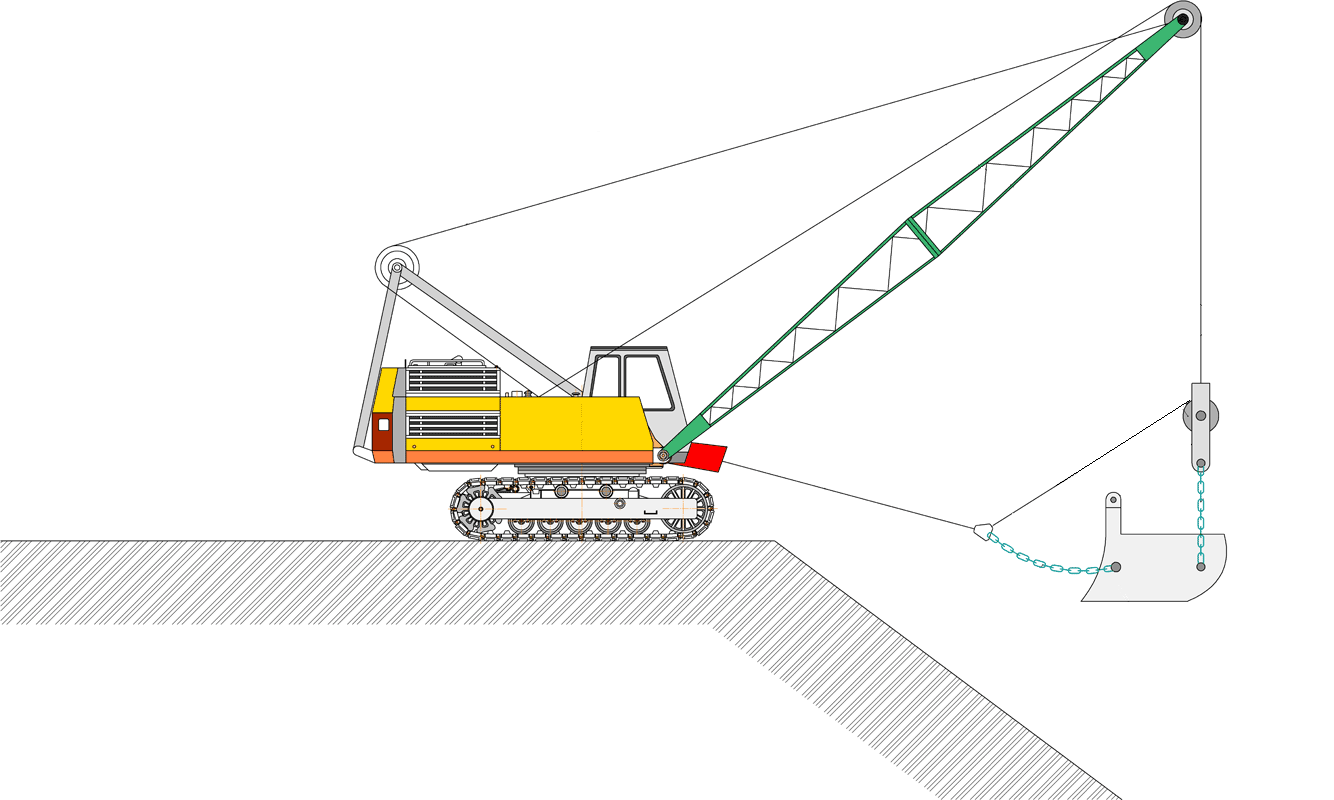
Pelle à benne traînante
Principe de la pelle en butte
Principe de la pelle rétrocaveuse

- Pelle en butte (en) (power shovel) - pelle mécanique, dont le godet tourné vers le haut permet l'extraction du terrain au-dessus du niveau de la plate-forme de travail, utilisée pour creuser et charger ou extraire des terres ou des roches[22]. Le bras d’excavation et le godet, généralement actionnés électriquement sont contrôlés par des treuils et des câbles en acier, plutôt que par l’hydraulique comme dans les excavatrices hydrauliques plus courantes; le modèle original est le crane-excavator de William Otis. Dans les années 50 aux États-Unis, alors que la demande de charbon atteint son apogée et que de plus en plus de sociétés de charbon se tournent vers la méthode moins coûteuse d’extraction à ciel ouvert, les fabricants de pelles commencent à proposer une nouvelle classe supérieure de pelles mécaniques, communément appelées pelles géantes de décapage. La plupart sont construites entre les années 1950 et 1970. Le Marion 5760 est la première pelle géante de décapage des champs de charbon au monde. Les modèles plus grands ont suivi le succès de la 5760, culminant au milieu des années 60 avec le gigantesque Marion 6360 (en) de 15 000 tonnes, construit par la Marion Power Shovel Company (en) et utilisée par Arch Coal.
- pelle à benne traînante (dragline) - pelle mécanique à câbles utilisée pour l'extraction à distance de matériaux meubles et comprenant une flèche grue avec un câble de levage et un câble de halage[23]. La drague de mine de charbon connue sous le nom de Big Muskie, appartenant à la Central Ohio Coal Company (en) (une division de American Electric Power), était le plus grand engin de terrassement mobile au monde, pesant près de 13 000 tonnes et atteignait la taille d'un immeuble de 22 étages. Elle a opéré de 1969 à 1991 dans le comté de Muskingum, dans l’État américain de l’Ohio, et était alimentée par une alimentation électrique de 13 800 volts.
- pelle rétrocaveuse (backhoe) - la pelle rétro à châssis pivotant est inventée en 1947 par Vaino (prononcé Waino), J. Holopainen et Roy E. Handy Jr. Le châssis pivotant permettait au bras de creusement hydraulique de basculer sur le côté pour vider le godet, en avril 1948, Wain-Roy Corporation vend la toute première pelle rétro hydraulique, montée sur un tracteur Ford modèle 8N, à la Connecticut Light and Power Company.
- rétrochargeuse (backloader) - chargeuse dont le godet peut être rempli à l'avant et déchargé à l'arrière, en passant par-dessus l'engin[24].
- chargeuse-pelleteuse (backhoe loader)- comporte à l'avant un équipement de chargeur et à l'arrière un équipement de pelle rétrocaveuse[24].

Excavatrices hors normes
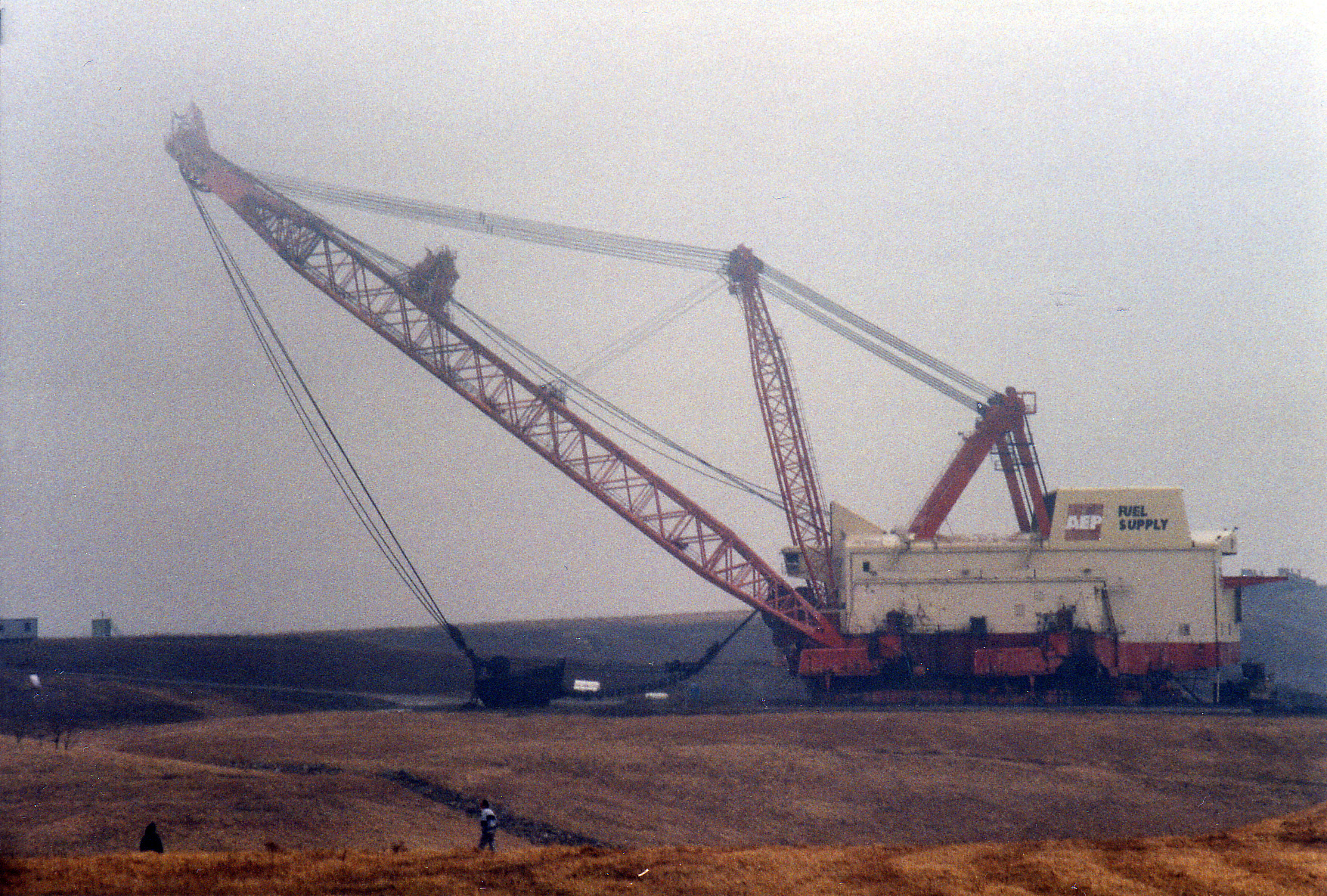
Pelle à benne traînante, « Big Muskie » de 13 000 tonnes
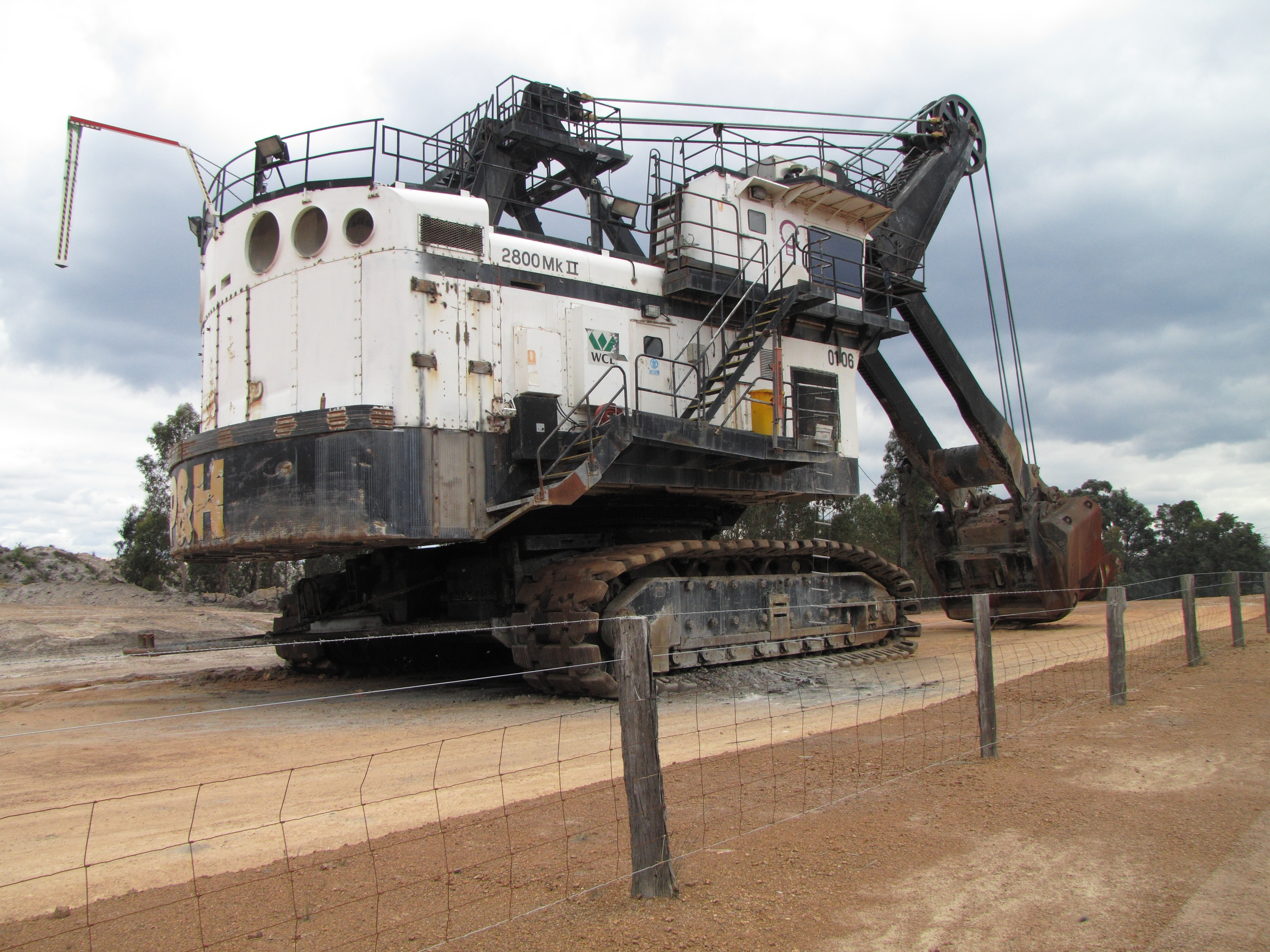
Pelle en butte, MK II 2800. P&H Mining, Collie, Australie.

## Sécurité, stabilité

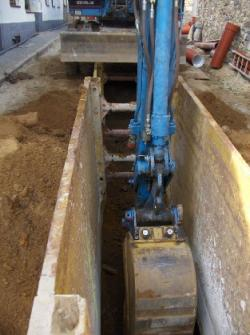
Caisson de blindage et fouille.

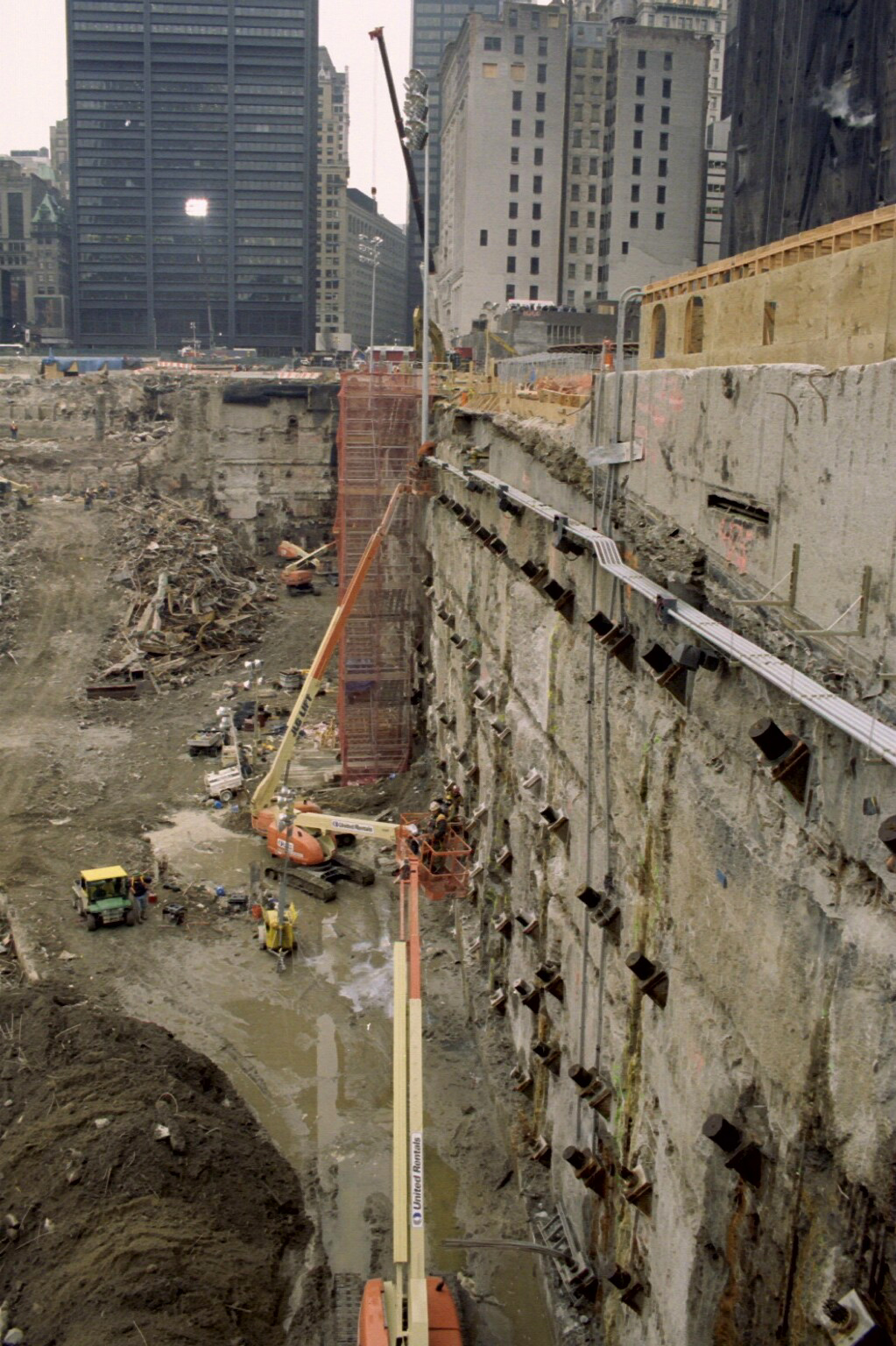
Le personnel de Ground Zero attache et renforce le mur boué ceinturant les fouilles de l'ancien bâtiment du World Trade Center à New York. Sa fonction est de contrer l'action naturelle du sol vers l'ancienne l'excavation. 2002

Différente mesures sont prises dans les travaux d’excavation pour assurer la sécurité des ouvriers et empêcher l'effondrement des parois d'une fouille, ou l'effondrement d'une galerie.
Des risques d'effondrement  ou des éboulements , sont liés à la profondeur et à la proportion de certaines excavations, à la nature du sol, à certaines disposition du chantier défectueuses, etc.. Les services enfuis (quelquefois appelés impétrants) tels gazoduc, conduites hydrauliques et autres canalisations, câblage électrique peuvent être source de problèmes importants. Enfin, la proximité d'eaux souterraines et autres eaux de surface, ou les conditions météorologies, peuvent provoquer des inondations dangereuses des fouilles, particulièrement dans les mines (le 11 octobre 1861, Mine de Lalle, un hameau en amont de Bessèges sur la Cèze un violent orage provoque le débordement du ruisseau du Long qui s’engouffre dans les galeries de la mine faisant 110 victimes).
Des travaux sont entrepris sur les chantiers de génie civil, ou miniers, appelés « blindage ». Ils désignent l'ensemble des moyens mobilisés pour assurer la stabilité et la résistance des parois ou des plafonds d'une tranchée, d'une fosse, d’une galerie de mine, d'un puits ou d'un tunnel. L'étaiement est un blindage consistant en la pose d’étais. Des palplanches sont éventuellement enfoncées. Pour soutenir les côtés d'une fouille pendant l'excavation, on la remplit quelquefois d'une boue thixotrope (bentonite), le travail d'excavation se fait à travers la suspension. La technique est reprise dans l'établissement des parois moulées ou le forage réalisés pour certains pieux. Des boulons à roche sont employés.
Des mesures de pompage ou de rabattement de nappe sont réalisées pour soulager la fouille des eaux qui s'y déversent; on parle d'épuisement des eaux d'infiltration, plus spécifiquement dans le vocabulaire minier d'exhaure. Dans certains milieux enterrés comme les mines on se préoccupe également de l'aérage ou de la ventilation des galeries et des puits. Les mineurs sont exposés particulièrement à des gaz miniers; grisou, monoxyde de carbone, radon, ou des substances toxiques à l'état de minerai dans l'exploitation du plomb, du mercure, etc..
Un travail d'excavation, de creusement, ou de percement n'est donc pas sans risque et toutes sortes d’événements imprévus peuvent entraîné la mise en péril des ouvriers. Les travaux d'excavation sont évidemment encadrés par les codes de sécurité au travail locaux.

## Devenir des sols et terres excavés
Les chantiers de BTP (canaux, routes en déblai/remblé, chanties urbains) génèrent d’importantes quantités de “terres excavées”. Elles constituent même en France le premier déchet en volume et tonnage (plus de 100 millions de t/an) et leur quantité augmente avec les grands projets (Grand Paris Express, Canal Seine Europe, travaux liés aux Jeux olympiques...). Ces déchets de chantiers en raison de leurs poids et volume et du fait qu'ils sont extraits, manipulés et transportés par des engins lourds fonctionnant avec des énergies fossiles ont une lourde empreinte carbone même s'ils peuvent à terme redevenir des puits de carbone ; et posent souvent des problèmes de gestion : on ne peut pas toujours les réutiliser localement comme remblai, elles peuvent être polluées (parfois gravement et irréversiblement), et alors à inerter, stocker en décharge, ou à réutiliser avec des précautions particulières). Si leur destination est la écharge, elles peuvent saturer les installations. 
Une fois extraites si elles sont destinées à l'abandon, ces terres prennent un statut de déchets qui implique des contraintes réglementaires de caractérisation, traçabilité et responsabilité souvent non respectées, comme l'on montré maints scandales environnementaux liés à la circuation, à des stockages illicites, à la vente et revente de sols pollués, mensonges sur la nature ou la provenance des terres. Ces dérives ont entaché l’image de la filière, alors que certaines de ces terres, peuvent ou pourraient contribuer à la renaturation et à recréer des sols. 
En 2012, le BRGM a publié une méthodologie relative à la valorisation « hors site » des terres excavées dans des projets d’aménagement.
L'économie circulaire promeut une réutilisation aussi proche que possible du lieu d'extraction et un transport par péniche lorsque cela est possible. La directive européenne sol a été repousée durant plusieurs décennies, mais elle pourrait être bientôt votée, avec une coloration One Health.

## Éléments d'histoire
Les premières excavations sépulcrales sont à chercher au Proche-Orient et datent d'environ 100 000 ans; l'établissement des canaux d'irrigation est général et le propre de toutes les cultures et civilisations où l'eau est rare, à partir du Néolithique. 
Les minières néolithiques signent les premières exploitations minières. Depuis, l'homme n'a cessé de creuser les sols; pour de défendre sous la forme de fossés; à la recherche de minerai; pour détourner les eaux, les canaliser ou les contenir; pour établir les fondations de ses constructions et édifices, pour niveler le parcours des routes, voies ferrées et canaux : témoins Égyptiens anciens, la remise en eau du Bahr Youssouf et l'aménagement du Fayum vers 2200 av.J.-C. comptent encore parmi les travaux d'ingénieurs les plus remarquables de tous les temps.
Autres témoignages anciens : la Grande Fosse de Falun exploitée au moins depuis le XIIIe siècle.
Les travaux d'excavation ont été longtemps réalisés exclusivement à la main. La bêche et le pic ont dû être les premiers instruments du mineur. Ces outils n'ayant pas toujours été suffisants pour entailler toutes sortes de rochers, on a eu recours au feu pour diminuer la consistance des pierres. Enfin, on a employé la poudre. Dans le creusement des canaux, la fouille, la charge, le transport et le dépôt des terres ont été réalisés au moyen de pioches, de pelles, de brouettes, de paniers ; cette méthode disparaît avec la corvée qui livrait la main d'œuvre à un prix relativement faible. Vient ensuite l'emploi des excavateurs, des dragues pour la fouille et la charge ; le chemin de fer et les barges à clapet pour le transport.
Parmi les difficultés que présente l'exécution de travaux de vaste envergure, comme le creusement des canaux par exemple, se trouve celui de réunir en un même ou divers endroits un nombre assez considérable d'acteurs (« tout à la fois habiles dans leurs travaux et modérés dans leurs prétentions »). Dans les premières sociétés agricoles des IIIe et IVe millénaire av. J.-C., pour les excavations mégalithiques, ou pour les sépultures collectives, les travaux sont soustraits au nombre d'heures employées à des tâches vivrières, notamment la morte-saison. Les ouvrages de poliorcétique sont chez les Romains assurées par le légionnaire. À la Renaissance, malgré les besoins pressants d’innovation dans le creusement des canaux, hormis quelques machines élévatrices fixes, rien n'a encore réussi à remplacer pics, pioches et pelles. Léonard de Vinci employé dans le projet de déviation de l’Arno par Nicolas Machiavel, esquisse l'avenir de ces machines d'excavation et de dragage; une grue excavatrice de son invention doit raccourcir les délais d'exécution du canal, qui finalement ne sera jamais finalisé, et qu'il a estimé à 57 000 jours de travail d'ouvriers. Les travaux de circonvallation et contrevallation sous Vauban pouvaient employer 5 à 18 000 paysans, recrutés « a raison de six sols par jour, et le pain double, cela leur fera prendre patience et les empêchera de déserter ». Le canal de Briare, commencé en juin 1605 et achevée en 1642 emploie entre 6 et 12 000 ouvriers. Singularité étonnante, pour le creusement du canal du Midi, commencé en 1667 et terminé en 1685, le plus gros chantier du XVIIe siècle, Pierre-Paul Riquet, se refuse, comme l'y autorise le roi, à employer des paysans suivant le régime de la corvée ou de la réquisition ; on placarde des affiches partout dans le royaume en vue de recruter les 10 000 ouvriers que le chantier emploiera pendant 15 ans. Le salaire est le double du salaire d'un ouvrier agricole. Bien que bannie en France dès 1787, 20 000 fellahs de la corvée égyptienne sont employés jusque 1863 sur le chantier du canal de Suez; sous la pression internationale un firman y met fin, et ce sont 15 000 ouvriers italiens, grecs, dalmates, marocains, syriens, etc. qui les remplacent. En France, sur les chantiers du chemin de fer, les ouvriers qu'ils viennent d'Allemagne, de Flandre d'Espagne ou d'Italie sont tous nomades, allant de grand chantier en grand chantier. Pendant la période française du canal de Panama, en 1886, le nombre d'ouvriers est de 14 605, « tous noirs, les conditions sanitaires excluant absolument, sous peine de décès dans les trois mois, l'emploi de manœuvres ou d'ouvriers européens, sauf d'infimes exceptions. »; il faut y ajouter les 670 employés de la Compagnie universelle du canal interocéanique de Panama. Après les abolitions de l'esclavage, les descendants d'esclaves qui sont libres mais n'ont pas accès au travail vont migrer des îles et du continent, vers toute la Caraïbe et vers des chantiers comme celui de Panama.
Les États-Unis d'Amérique au XIXe siècle déjà riches en voies ferrées mais encore pauvres en population relativement à l'immensité de leur territoire souffrent de la rareté des travailleurs. Ils vont donc innover dans les machines. La première excavatrice à vapeur, la crane-excavator est brevetée en 1839 par William Otis. Elle est appelée en France « excavateur américain, et c'est probablement la première occurrence du mot « excavateur » en français; le mot apparait dans le Littré de 1873, comme étant un terme de chemin de fer, un appareil destiné à faciliter les déblais. À Airion, en 1843, une brigade d'ouvriers belge empêche le déchargement d'une telle machine, pouvant les conduire à leur mise au chômage. Alphonse Couvreux invente en 1860 l'excavatrice à chaîne à godets, employée à Suez après la retraite des contingents, cinq cents ouvrier permettent d'en remplacer six mille; et au Panama. Bien plus encore que pour Suez, les conditions climatique s'opposent pour le canal de Panama, débuté en 1880 et terminé en 1914, à la réunion d'un grand nombre d'ouvriers ; la difficulté du travail en lui-même conduit définitivement à l'utilisation des machines. 

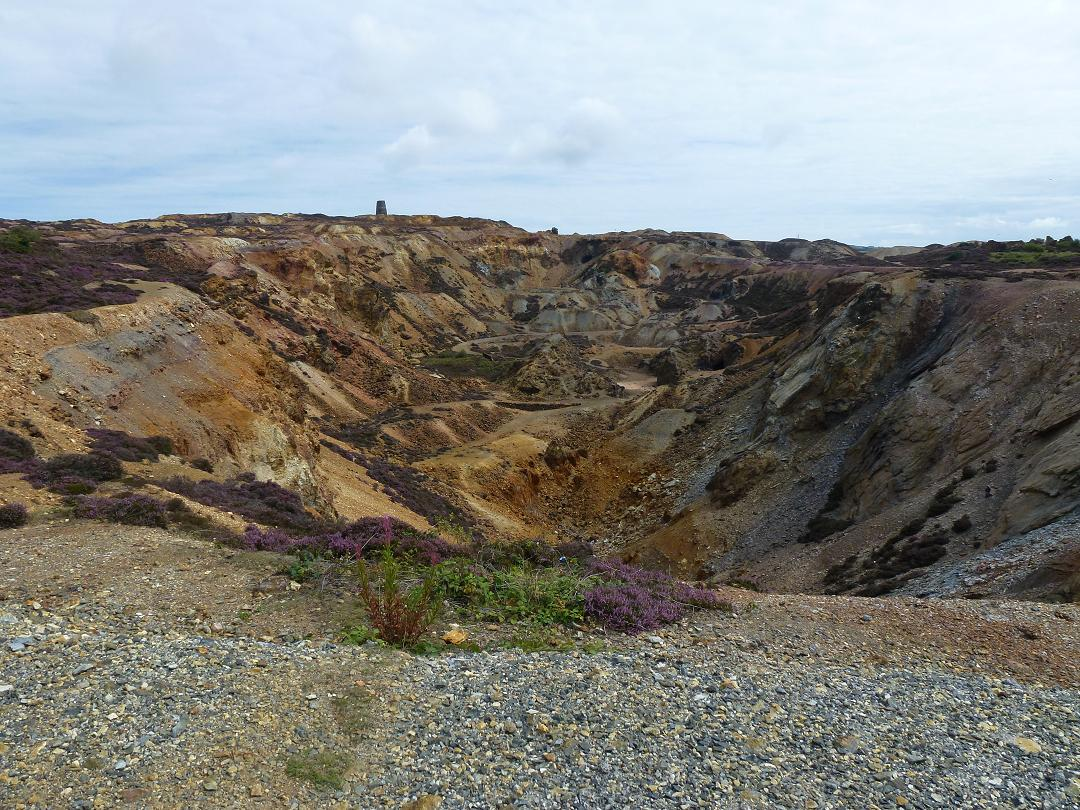
Parys mountain.
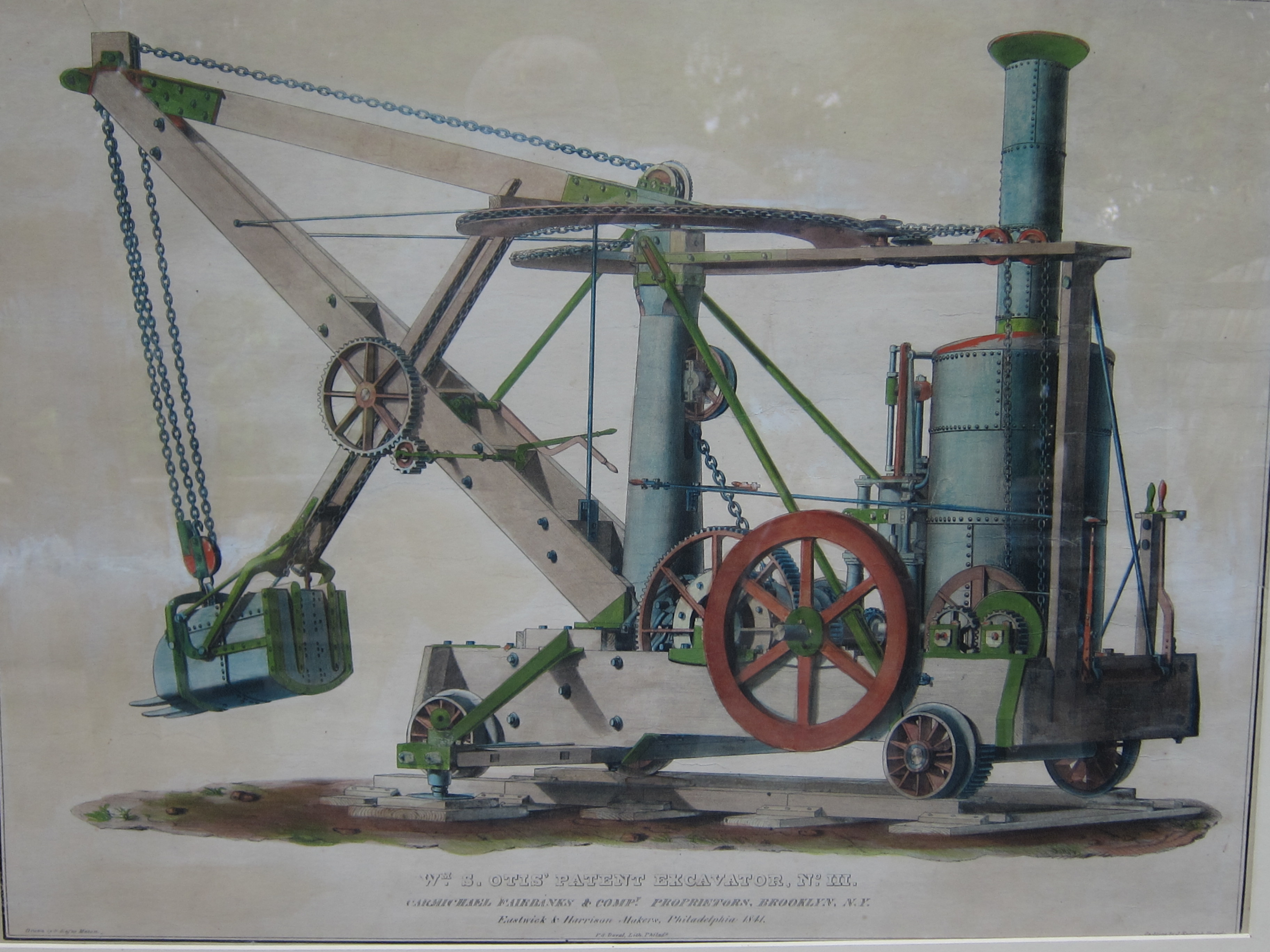
Crane-excavator de William Otis - 1841.
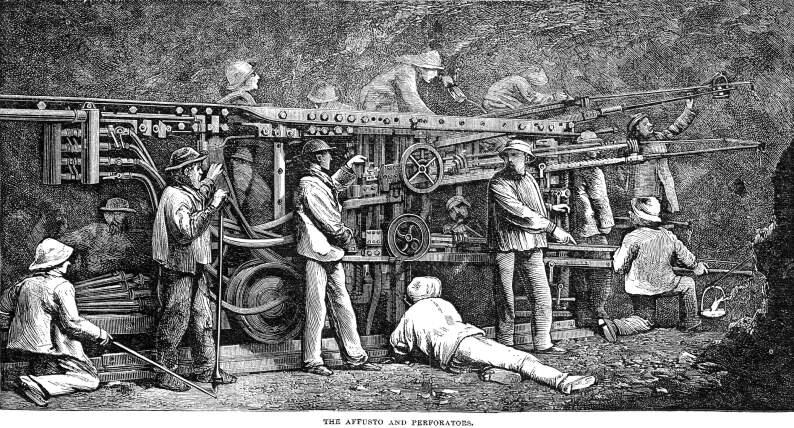
Bélier compresseur de Germain Someiller, premier perforateur mécanique.
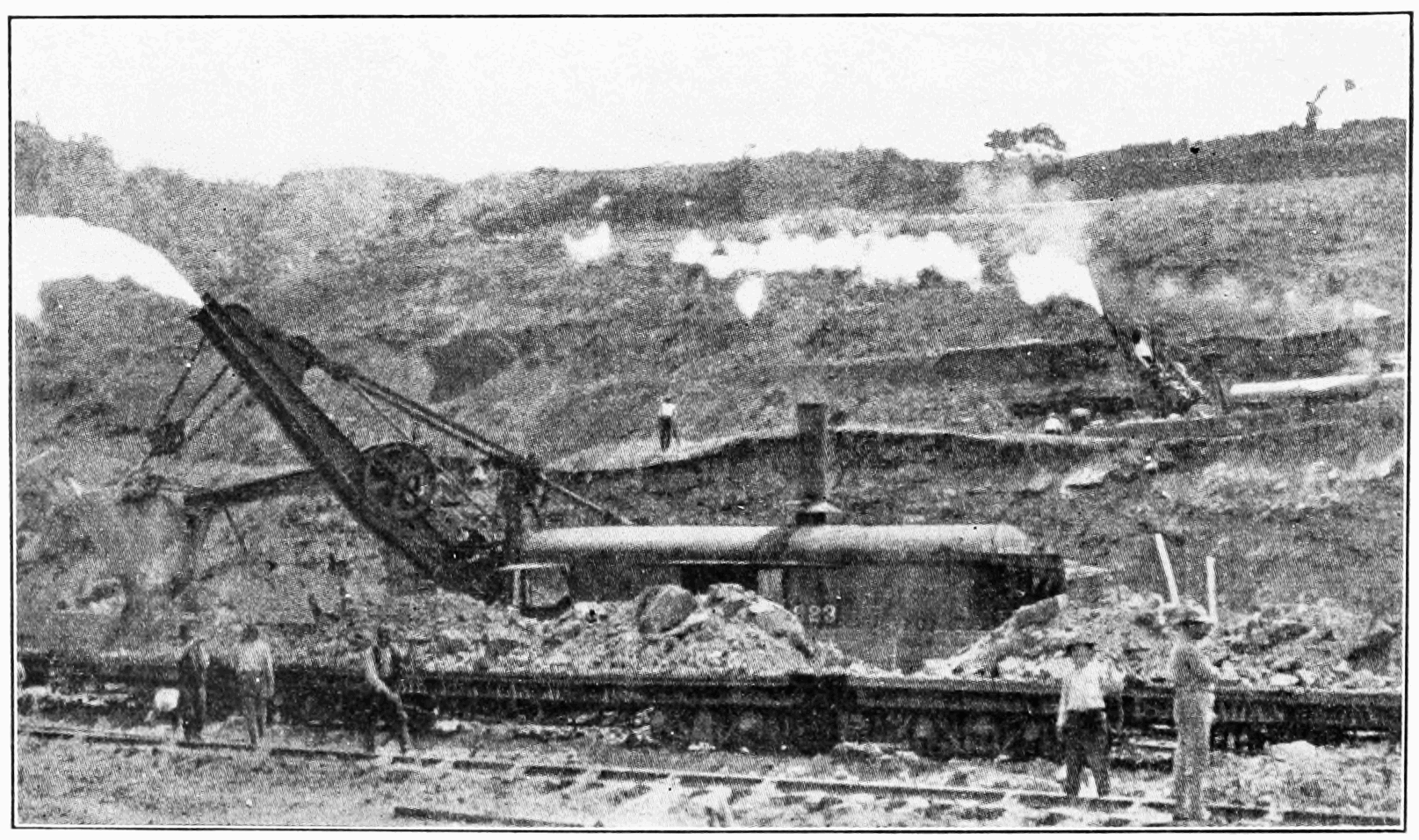
Canal de Panama. steam-shovels américaine. Lidgerwood Manufacturing & Co. (en) -1909.
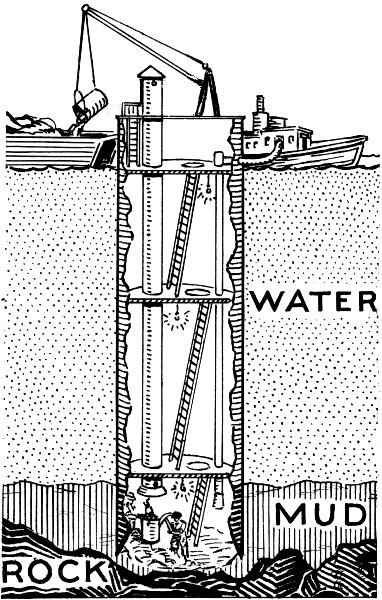
Caisson.

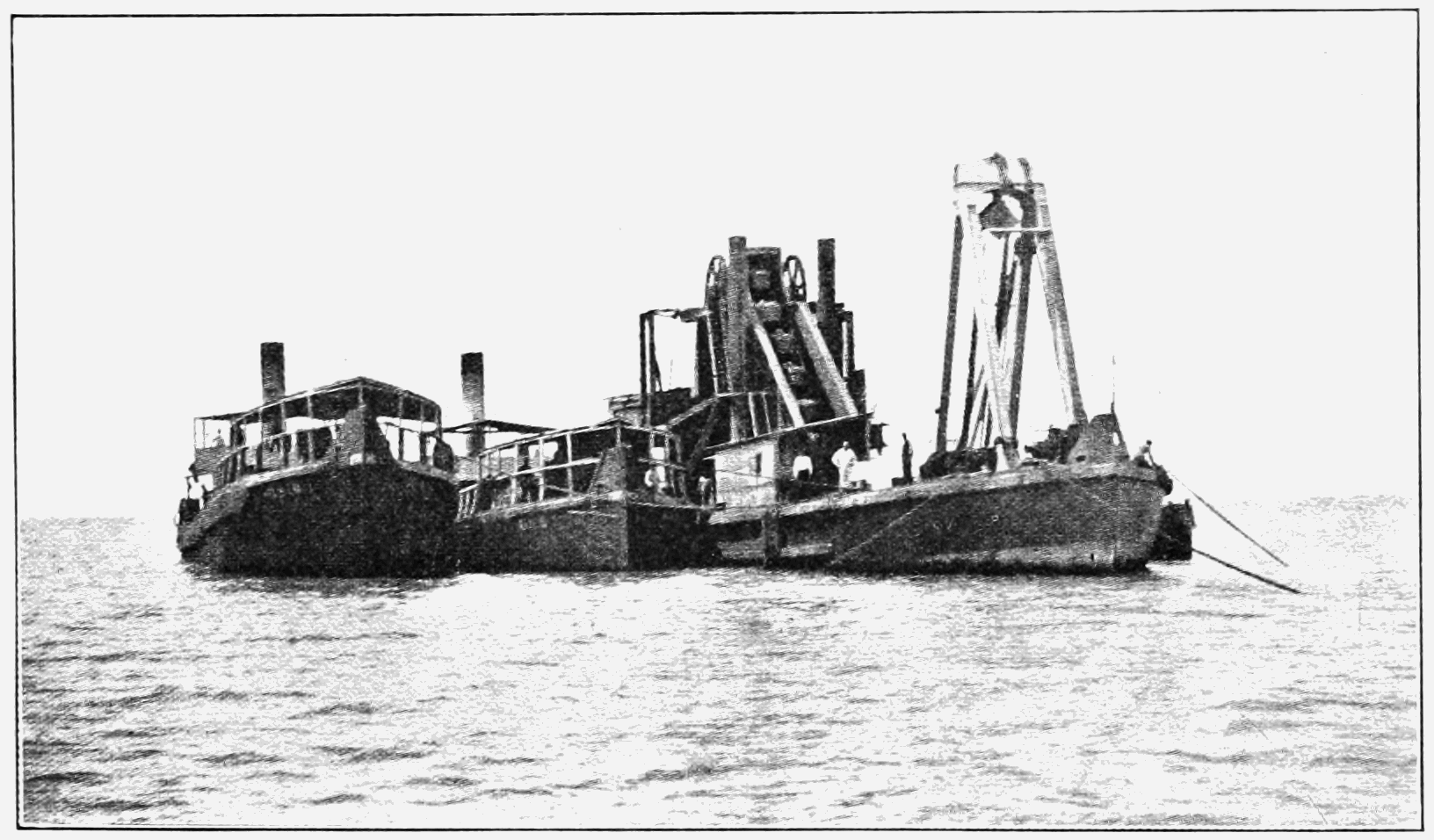
Drague française et clapets sur le canal de Panama. en 1909.

Matériel d'excavation sur le canal de Panama en 1910 et 1914.

La fouille des mines était autrefois un supplice des criminels les plus coupables. On sait que les premiers chrétiens étaient souvent condamnés à l'extraction des métaux. Au XIXe siècle, malgré les progrès apportés par les siècles et une certaine sollicitude qui environne les travailleurs, la profession de mineur laisse encore beaucoup à désirer; si la mortalité des ouvriers n'est plus énorme comme chez les anciens, ils sont en général actuellement soumis encore à des conditions hygiéniques déplorables et à des risques de mort nombreuses. Les exploitations minières s'intensifient à la révolution industrielle et modifient les paysages; en Angleterre, les principales concentrations de mines vont au plomb en Derbyshire, au cuivre et à l'étain en Devon et Cornouailles, Parys Mountain (en), situé au sud de la ville d'Amlwch, dans le nord-est d'Anglesey, au pays de Galles est le site d'une grande mine de cuivre qui a été largement exploitée à la fin du XVIIIe siècle.
Les déblais sous l'eau sont réalisés au moyen de la dragues; tant que les terrains ne présentent pas un degré de consistance qui résiste à la drague, et tant que les déblais peuvent être reçus et transportés dans des bateaux à clapets de fond par lesquels ils sont déchargés, ce procédé prend une supériorité très évidente sur le chemin de fer (procédé expéditif et très économique mais qui ne change rien à la fouille et à la charge), sous le triple rapport de la rapidité, de l'économie et de la simplicité du moyen. Le touage appliqué, dans ce cas, à la remorque des bateaux à clapet, ajoute une nouvelle valeur à ce procédé. Malheureusement l'application ne peut être aussi étendue que le feraient croire le nombre et la superficie des lacs qui séparent les divers seuils à ouvrir pour le passage du canal maritime. Ces lacs manquent de profondeur; il faut donc déposer sur berges les déblais dragués, et là se présente, par suite de la grande section du canal, de la faible inclinaison de ses berges et de la hauteur des cavaliers de dépôt, un ordre de questions dignes d'un grand intérêt.
Milieu XIXe siècle, Hildevert Hersent et Conrad Zschokke innovent dans le caisson à air comprimé pour l'établissement subaquatique des piles de ponts.

## Dans l'art

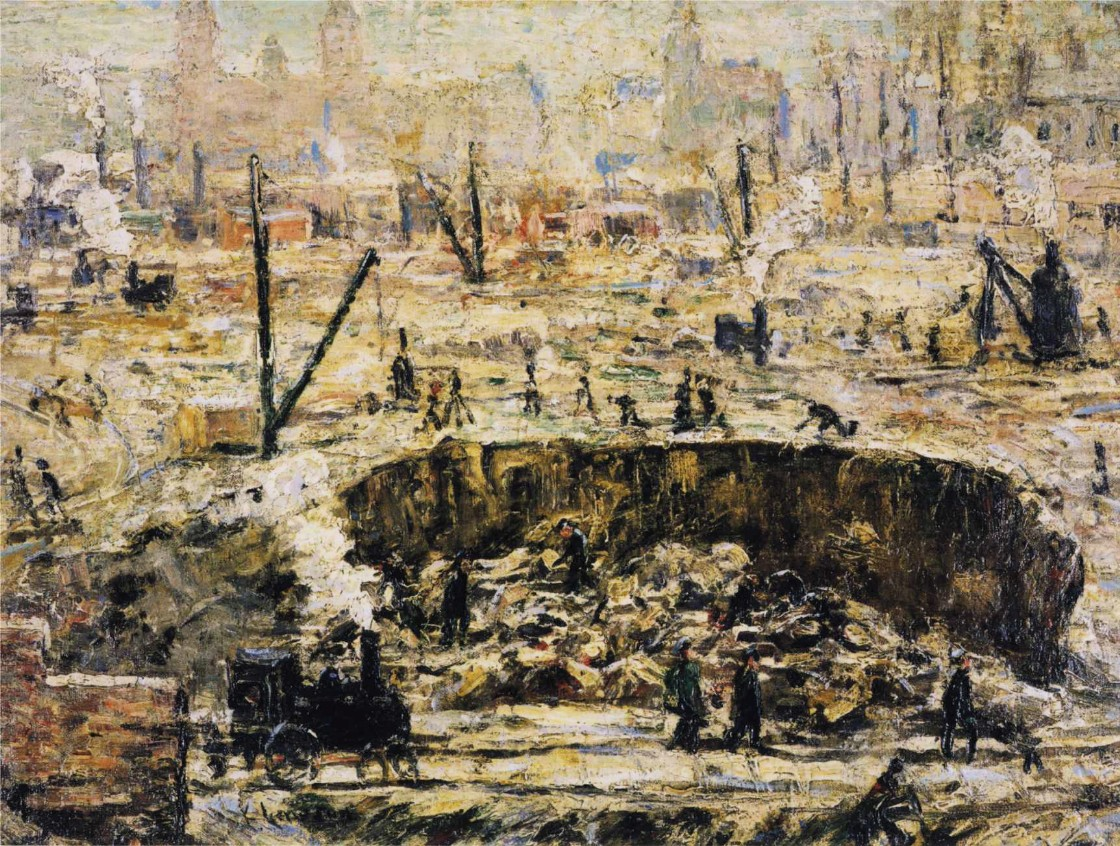
« Excavation Penn Station ». Ernest Lawson. 1906. "Excavation - Penn Station," huile sur canevas. Frederick R. Weisman Art Museum.

Au plus profond de la terre sont enterrés l'enfer et le Tartare. Creusant trop profondément les nains dans la Moria, libèrent le Balrog. Les fictions souterraines font se rencontrer accidentellement l'humanité avec des mondes souterrains. Des légendes et d'innombrables canulars sont nés de ces inaccessibles territoires soudains rendus accessibles. Le Tartare est une prison d'une telle profondeur dit Homère qu'elle est aussi éloignée des enfers que les enfers le sont du ciel; c'était dans les enfers la prison des impies et des scélérats dont les crimes ne pouvaient s'expier; c’était aussi la prison des dieux déchus comme les Titans et des Géants, et tous les anciens dieux qui s’étaient opposés aux Olympiens. Le fin fond de l'enfer pense Aristote doit être la partie la plus affreuse de ce séjour et par conséquent celle où s expient les plus grands péchés; or comme les fautes moins graves sont punies dans la partie supérieure de l'enfer et que le nombre de pécheurs décroît en proportion de la gravité de leurs péchés, l'espace nécessaire pour les loger décroît aussi à mesure qu'on descend plus au fond de sorte que l'enfer est un vaste gouffre de forme conique dont les galeries circulaires se rétrécissent de plus en plus aux différents étages comme les gradins d'un amphithéâtre.